# Minnie M. Cox
Minnie M. Cox, de naixement Minnie M. Geddings (Lexington, 1869 - Rockford, 1933) fou una professora estatunidenca que va esdevenir la primera dona afroamericana en exercir com a responsable d'una oficina postal als Estats Units. També va cofundar un dels primers bancs de propietat negra de l'estat, així com una companyia d'assegurances. Fou el centre d'una controvèrsia nacional a principis de la dècada de 1900, quan els ciutadans blancs locals van intentar fer-la fora del seu treball a la força.

## Biografia
Minnie M. Geddings va néixer el 1869 a Lexington, Mississipi, filla de Mary Geddings i William Geddings. Quan tenia dinou anys es va llicenciar en Educació per la Universitat Fisk. Va exercí com a professora en una escola durant un temps, i el 1889 es va casar amb Wayne W. Cox, director d'un col·legi a Indianola, Mississipi. El matrimoni foren actius en el Partit Republicà.
El 1891, durant l'administració del president Benjamin Harrison, va ser nomenada la responsable del servei de correus d'Indianola, la primera dona afroamericana en accedir a aquest càrrec. Cox va perdre la feina el 1892 sota el govern del demòcrata Grover Cleveland però li fou tornada el 1897 pel president William McKinley, i va continuar exercint sota el govern del president Theodore Roosevelt.
Durant l'administració Roosevelt, malgrat Cox era considerada una excel·lent professional, els ciutadans blancs locals van començar diversos moviment d'agitació per expulsar els afroamericans de llocs de treball considerats com a bons, com el que tenia Cox. El polític i supremacista blanc James K. Vardaman va dirigir una campanya per forçar la seva dimissió, des del seu diari The Greenwood Commonwealth. Finalment els ciutadans d'Indianola van votar perquè Cox dimitís un any abans que expirés el seu càrrec. Cox va rebutjar-ho, encara que va fer saber que no aspiraria a la reelecció quan acabés el termini. Les amenaces contra Cox van augmentar i tant l'alcalde com el xerif es van negar a protegir-la. Així doncs va canviar d'idea i va presentar la dimissió, efectiva l'1 de gener de 1903. El president Roosevelt es va negar a acceptar-la i va tancar l'oficina de correus d'Indianola, indicant que no tornaria a obrir-se fins que Cox pogués reprendre el seu treball amb seguretat. El president també va ordenar al fiscal general dels Estats Units processar els ciutadans d'Indianola que havien amenaçat amb violència a Cox. Pocs dies després, Cox va abandonar la ciutat preocupada per la seva pròpia seguretat personal. la situació va esdevenir notícia nacional, provocant un debat sobre la «raça, el drets dels estats i el poder federal».

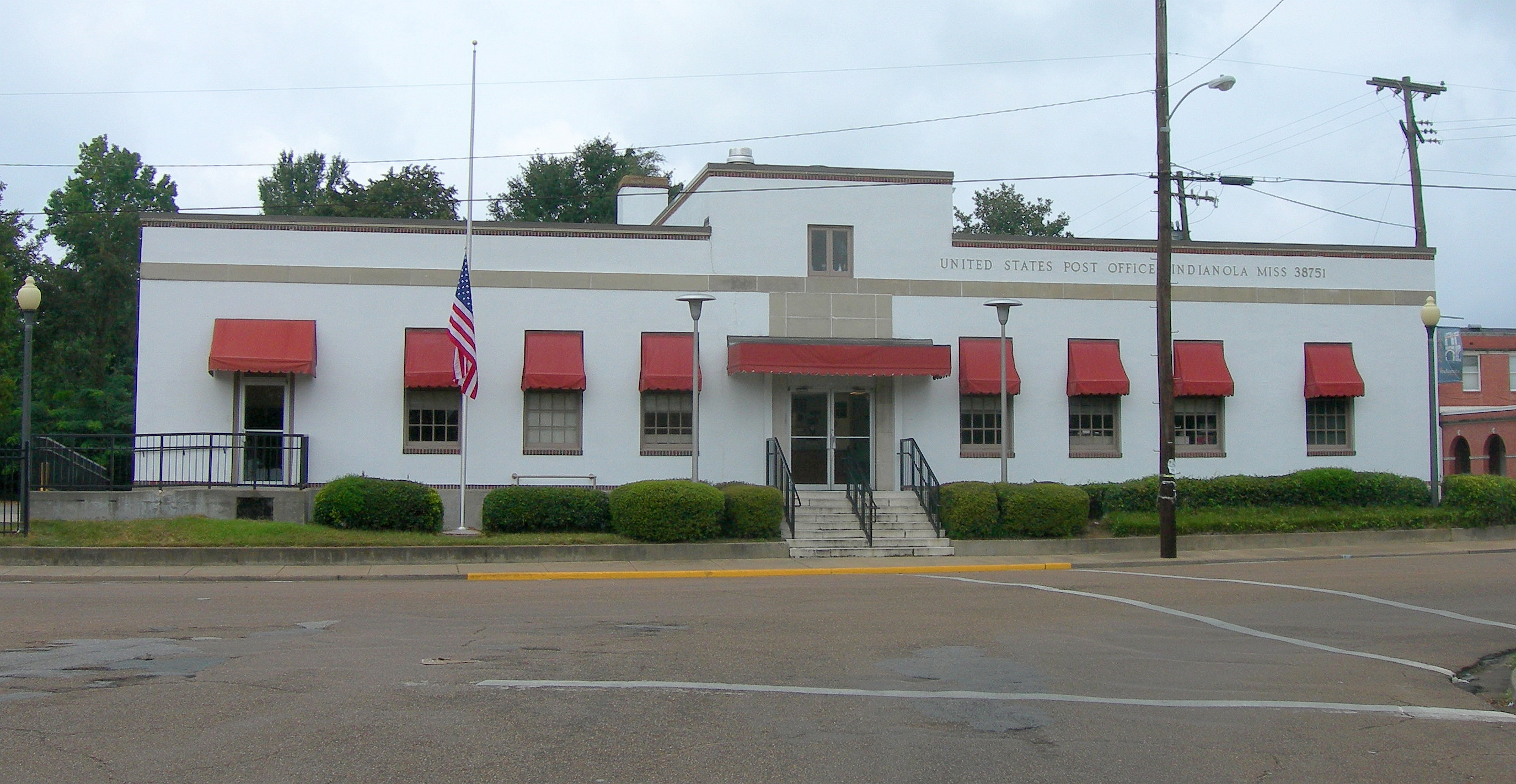
L'edifici de l'oficina de correus Minnie Cox a Indianola

Quan el càrrec de Cox va expirar el 1904, l'oficina de correus d'Indianola va reobrir amb un responsable diferent. Cox i el seu marit van tornar a Indianola i van obrir el Delta Penny Savings Bank, un dels primers bancs de propietat negra de l'estat. També van fundar una de les primeres companyies d'assegurances de propietat negra als Estats Units que oferia una assegurança de vida completa, la Mississippi Life Insurance Company. Foren uns ferms partidaris dels negocis negres a l'estat.
Després de la mort del seu marit, el 1925, Cox va tornar a casar-se. Ella i el seu segon marit, George Clau Hamilton, es van mudar a Tennessee i més tard a Rockford, Illinois, on va morir l'any 1933.
El 2008, un edifici d'oficina de correus a Indianola va ser anomenada amb el seu nom «com a tribut per a tot el que va aconseguir per trencar barreres». A la mateixa localitat, es van anomenar el carrer Cox i el parc Wayne i Minnie Cox en honor de Cox i el seu marit.